# ザ・ハッスル
『ザ・ハッスル』（原題: The Hustle）は2019年に公開されたアメリカ合衆国のコメディ映画である。監督はクリス・アディソン、主演はアン・ハサウェイとレベル・ウィルソンが務めた。本作は『ペテン師とサギ師/だまされてリビエラ』（1988年）の主人公の性別を入れ替えた上でリメイクした作品であり、アディソンの映画監督デビュー作でもある。
本作は日本国内で劇場公開されなかったが、Amazonプライム・ビデオでの配信が行われている。

## 概略
南フランス。詐欺師のペニーは「妹が誘拐された」と嘘をつき、同情した男から金をだまし取ることに成功した。その様子を見ていたジョセフィーヌはペニーに声をかけた。ジョセフィーヌも詐欺師だったが、そのテクニックはペニーのそれよりも遥かに洗練されたものであったため、ペニーはジョセフィーヌに師事することにした。ペニーはジョセフィーヌの指導の下、女性であることを活かして男性をたらし込む技術の習得に励んだが、どうにも上手く行かなかった。
2人はタッグを組んで金持ち男性から金を騙し取っていったが、ジョセフィーヌは「弟子」のペニーに分け前を与えようとしなかった。腹を立てたペニーは「トーマスという純朴な金持ちがいる。もし私が貴方よりも先にそいつを騙せたなら、分け前の50万ドルを払って頂戴」と切り出し、ジョセフィーヌはその誘いに応じた。2人は様々な手法を駆使してトーマスを騙しにかかったが、ここで想定外の事態が発生した。トーマスはペニーが見立てたような「純朴な金持ち」ではなく、稀に見る曲者だったのである。

## キャスト
※括弧内は日本語吹替。
- アン・ハサウェイ - ジョセフィーヌ・チェスターフィールド（甲斐田裕子）
- レベル・ウィルソン - ペニー・ラスト（品田美穂）
- アレックス・シャープ - トーマス・ウェスターバーグ（斉藤壮馬）
- ディーン・ノリス - ハワード・ベーコン（麦人）
- イングリッド・オリヴァー - ブリジット・デジャルダン
- エマ・デイヴィース - キャシー
- ティモシー・シモンズ - ジェレミー（竹田雅則）
- キャスパー・クリステンセン - マシアス（島田敏）
- ニコラス・ウーデソン - アルバート
- ロブ・ディレイニー - トッド
- ティム・ブレイク・ネルソン - ポートノイ（クレジットなし）

## 製作
2016年8月4日、メトロ・ゴールドウィン・メイヤーが『ペテン師とサギ師/だまされてリビエラ』（1988年）のリメイク版を製作しており、レベル・ウィルソンを主演に起用したと報じられた。2017年1月19日、本作のタイトルが『Nasty Woman』に決定し、アン・ハサウェイがキャスト入りしたとの報道があった。タイトルのNasty Woman（意地悪女）はドナルド・トランプがヒラリー・クリントンに対して言い放ったものである。3月、クリス・アディソンが本作の監督として起用された。8月24日、アレックス・シャープが本作に出演することになったと報じられた。9月中旬、本作の主要撮影がイギリスで始まった。

## 公開・マーケティング
当初、本作は2018年8月10日に全米公開される予定だったが、その後2019年6月29日→同年5月10日と公開日は変更されることになった。
2019年2月12日、本作のオフィシャル・トレイラーが公開された。4月22日、本作のスペシャル・トレイラーが公開された。その内容は同日にプレミア上映された『アベンジャーズ/エンドゲーム』の予告編のパロディであった。

## 興行収入
本作は『トールキン 旅のはじまり』、『チア・アップ!』、『名探偵ピカチュウ』と同じ週に封切られ、公開初週末に1200万ドル前後を稼ぎ出すと予想されていたが、その予想は的中した。2019年5月10日、本作は全米3007館で公開され、公開初週末に1300万ドルを稼ぎ出し、週末興行収入ランキング初登場3位となった。

## 評価
本作は批評家から酷評されている。映画批評集積サイトのRotten Tomatoesには94件のレビューがあり、批評家支持率は17%、平均点は10点満点で3.95点となっている。サイト側による批評家の見解の要約は「別の作品に出演したなら、『ザ・ハッスル』の出演者たちは見事に笑いを取れたかもしれない。しかし、同作は主人公を女性に替えたという点以外に売りがない。」となっている。また、Metacriticには26件のレビューがあり、加重平均値は36/100となっている。なお、本作のCinemaScoreはB-となっている。
本作での演技によって、アン・ハサウェイとレベル・ウィルソンが第40回ゴールデンラズベリー賞の最低主演女優賞にノミネートされたが（前者は『セレニティー:平穏の海』での演技も含めたノミネート）、受賞には至らなかった。